# Brandonn Almeida
Brandonn Pierry Cruz de Almeida (São Paulo, 16 de março de 1997) é um nadador brasileiro.

## Trajetória esportiva

### 2013–16
No Campeonato Mundial Júnior de Natação de 2013, realizado em Dubai, Brandonn terminou em nono lugar nos 400 metros medley, décimo nos 800 metros livre, 15º nos 400 metros livre, e 15º nos 1500 metros livre.
Em abril de 2015, participando do Troféu Maria Lenk, Brandonn quebrou o recorde brasileiro dos 1500 metros livre, com o tempo de 15m12s20.
No Campeonato Sul-Americano Juvenil de Natação, em 2015, realizado em Lima, no Peru, Brandonn ganhou duas medalhas de ouro.
Nos Jogos Pan-Americanos de 2015, em Toronto, Brandonn conquistou a medalha de ouro nos 400 metros medley, batendo o recorde mundial júnior, com a marca de 4m14s47; e a medalha de bronze nos 1500 metros livre, batendo o recorde brasileiro, com o tempo de 15m11s70).
No Campeonato Mundial Júnior de Natação de 2015, realizado em Singapura, Brandonn ganhou a medalha de ouro nos 1500 metros livre e a medalha de prata nos 400 metros medley.
No Open realizado em Palhoça em dezembro de 2015, Brandonn bateu novamente o recorde mundial júnior nos 400 metros medley, com o tempo de 4m14s07.

### Jogos Olímpicos de 2016
Nos Jogos Olímpicos de Verão de 2016, Brandonn terminou em 15º nos 400 metros medley, e em 29º em 1500 metros livres.

### 2016–20
Em 26 de novembro de 2016, no Open realizado no Brasil, ele quebrou o recorde sul-americano de piscina longa nos 400 metros livres, com um tempo de 3m49s46. 
No Campeonato Mundial de Natação em Piscina Curta de 2016 na cidade de Windsor, no Canadá, ele terminou em 9º nos 400m medley.
No Campeonato Mundial de 2017 em Budapeste, ele foi à sua primeira final individual em um campeonato mundial de piscina longa, terminando em 7º lugar nos 400m medley. Ele também terminou em 18º nos 400m livres. 
No Campeonato Pan-Pacífico de Natação de 2018, no Japão, ele terminou em 6º na final dos 400m medley , e em 12º nos 200m medley. 
No Campeonato Mundial de Piscina Curta de 2018 em Hangzhou, ele obteve seu melhor resultado internacional ao ganhar uma medalha de bronze nos 400m medley, com o tempo de 4m03s71, seu recorde pessoal. 
No Campeonato Mundial de Esportes Aquáticos de 2019, em Gwangju, na Coreia do Sul, ele terminou em 11.º nos 400m medley.
Nos Jogos Pan-Americanos de 2019, realizados em Lima, Peru, ele ganhou uma medalha de bronze nos 400m medley, e terminou em sexto nos 200m costas.